# Pherbellia prefixa
Pherbellia prefixa är en tvåvingeart som beskrevs av Steyskal 1967. Pherbellia prefixa ingår i släktet Pherbellia och familjen kärrflugor. Inga underarter finns listade i Catalogue of Life.